# Zack Greinke
Donald Zackary "Zack" Greinke, född den 21 oktober 1983 i Orlando i Florida, är en amerikansk professionell basebollspelare som spelar för Kansas City Royals i Major League Baseball (MLB). Greinke är högerhänt pitcher.
Greinke har tidigare spelat för Royals (2004–2010), Milwaukee Brewers (2011–2012), Los Angeles Angels of Anaheim (2012), Los Angeles Dodgers (2013–2015), Arizona Diamondbacks (2016–2019) och Houston Astros (2019–2021). Han har tagits ut till MLB:s all star-match sex gånger och till All-MLB Second Team en gång samt vunnit en Cy Young Award, sex Gold Glove Awards och två Silver Slugger Awards. Statistiskt har han bland annat två gånger vardera haft lägst earned run average (ERA) och walks + hits per inning pitched (WHIP) i ligan.

## Karriär

### Major League Baseball

#### Kansas City Royals

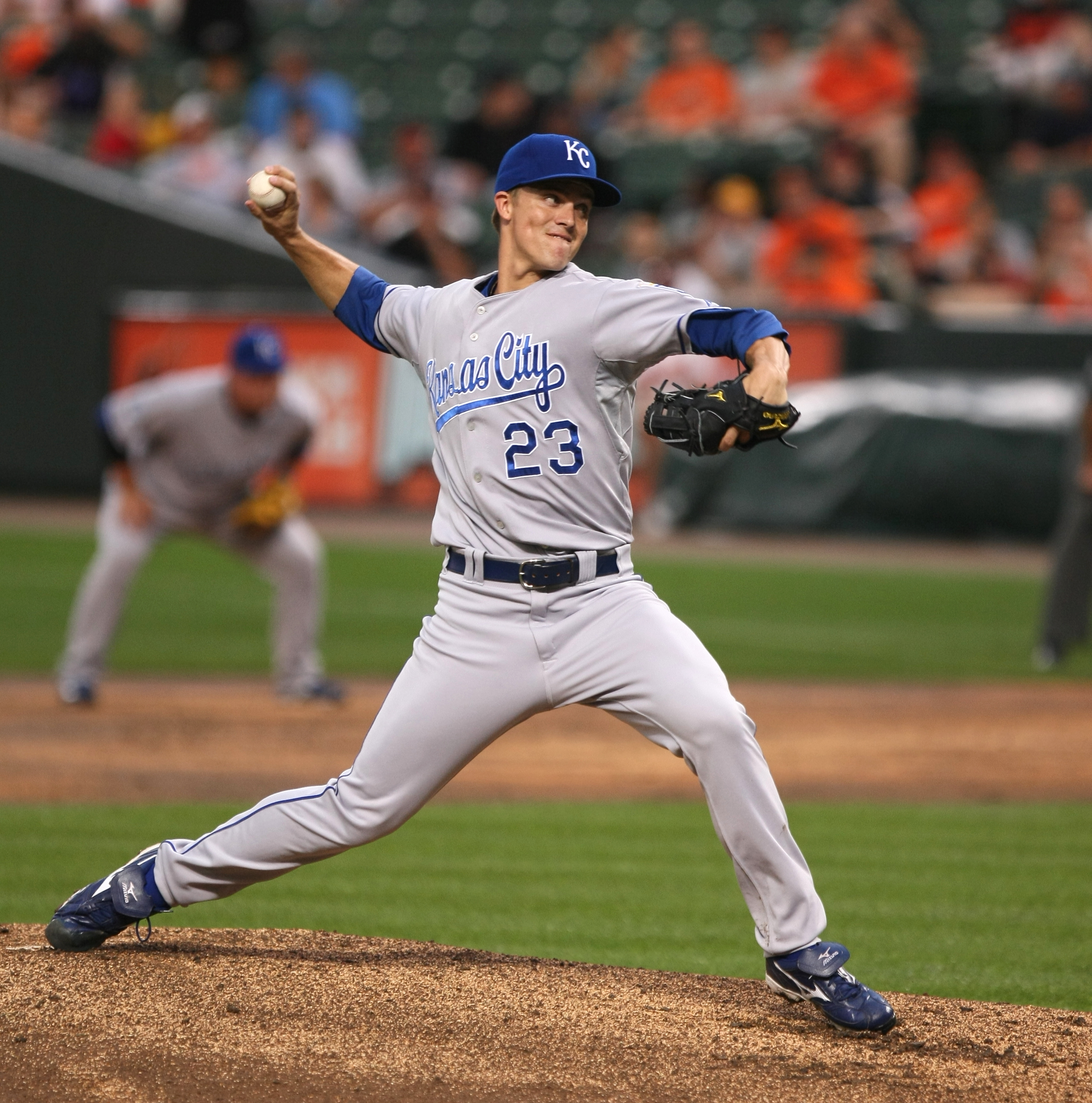
Greinke i Kansas City Royals dräkt 2009.

Greinke draftades av Kansas City Royals 2002 som sjätte spelare totalt direkt från high school och redan samma år gjorde han proffsdebut i Royals farmarklubbssystem. Han debuterade i MLB för Royals den 22 maj 2004.
Under debutsäsongen var Greinke 8–11 (åtta vinster och elva förluster) med en ERA på 3,97 på 24 starter och kom fyra i omröstningen till American Leagues (AL) Rookie of the Year Award. Året efter gick det inte alls lika bra; han var 5–17 (flest förluster i AL) med en ERA så hög som 5,80. Under 2006 års säsong spelade han bara tre matcher eftersom han led av depression och social fobi. Han var tillbaka 2007, men användes då mest som reliever. Han återvände till rollen som starter 2008 och var 13–10 med en ERA på 3,47 på 32 starter.
Greinke slog igenom 2009 då han var 16–8 med en ERA på bara 2,16 och 242 strikeouts på 33 starter (229,1 innings pitched). Hans ERA var lägst i AL liksom hans WHIP (1,07). Den säsongen togs han ut till MLB:s all star-match för första gången och han vann AL:s Cy Young Award, priset till ligans bästa pitcher. Det gick klart sämre 2010 då han var 10–14 med en ERA på 4,17 på 33 starter.
Efter 2010 års säsong blev Greinke tillsammans med Yuniesky Betancourt trejdad till Milwaukee Brewers i utbyte mot Lorenzo Cain, Alcides Escobar, Jeremy Jeffress och Jake Odorizzi.

#### Milwaukee Brewers
Under Greinkes första säsong för Brewers 2011 var han 16–6 med en ERA på 3,83 på 28 starter. I slutet av juli nästföljande år trejdades han till Los Angeles Angels of Anaheim i utbyte mot Jean Segura, Johnny Hellweg och Ariel Peña. Fram till dess var han 9–3 med en ERA på 3,44 på 21 starter.

#### Los Angeles Angels of Anaheim
Under resten av 2012 års säsong var Greinke 6–2 med en ERA på 3,53 på 13 starter för Angels. Efter säsongen blev han free agent för första gången.

#### Los Angeles Dodgers
I december 2012 skrev Greinke på ett kontrakt med Los Angeles Dodgers som sträckte sig sex år framåt och var värt 147 miljoner dollar. Det var det näst största kontraktet som dittills getts till en pitcher i MLB och det största för en högerhänt pitcher. Hans första säsong för Dodgers var lyckad; på 28 starter var han 15–4 med en ERA på 2,63. Han vann även sin första Silver Slugger Award som den bästa slagmannen bland pitchers i National League (NL) (hans slaggenomsnitt var hela 0,328).

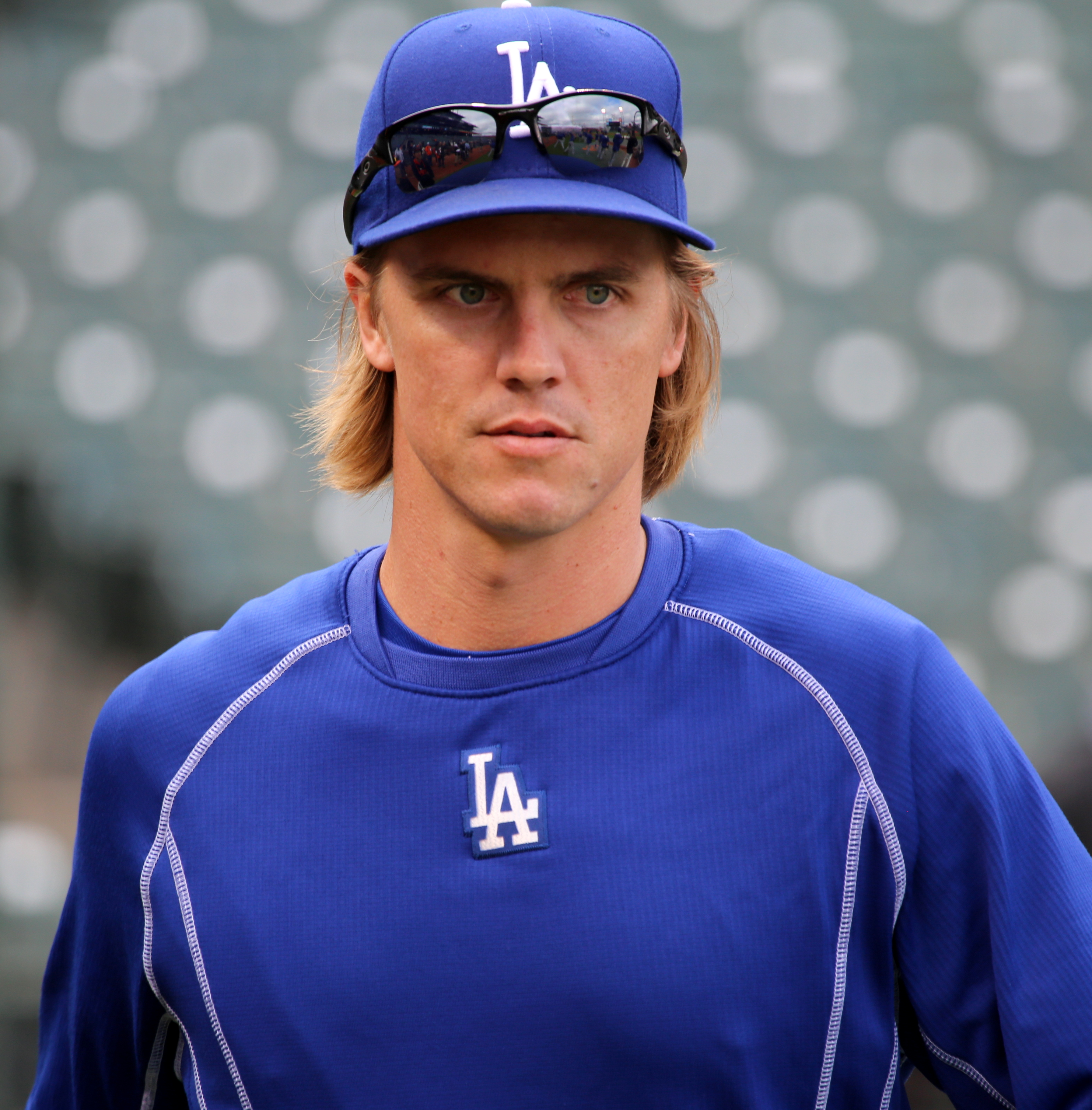
Greinke i Los Angeles Dodgers dräkt 2015.

Greinke togs ut till sin andra all star-match 2014 under vilken säsong han var 17–8 med en ERA på 2,71 på 32 starter. För första gången belönades han för sitt defensiva spel med en Gold Glove Award. Året efter fortsatte han att imponera och var 19–3 med en mikroskopisk ERA på bara 1,66 (lägst i NL) på 32 starter. Han var även bäst i ligan i WHIP (0,84). Den säsongen togs han ut till all star-matchen igen och vann sin andra Gold Glove Award. Han kom tvåa i omröstningen till NL:s Cy Young Award efter Jake Arrieta. Han utnyttjade efter säsongen en möjlighet att bryta kontraktet med Dodgers och blev free agent igen.

#### Arizona Diamondbacks
I december 2015 blev Greinke klar för Arizona Diamondbacks efter att ha signerat ett sexårskontrakt värt 206,5 miljoner dollar, det överlägset största kontraktet i klubbens historia. Hans första säsong för Diamondbacks var ingen succé; på 26 starter var han 13–7 med en ERA på 4,37, klart högre än vad han haft under de tre föregående säsongerna. Han vann dock sin tredje raka Gold Glove Award. Han spelade bättre 2017 då han var 17–7 med en ERA på 3,20 på 32 starter. Efter ett års uppehåll var han tillbaka i all star-matchen och han vann sin fjärde raka Gold Glove Award. 2018 var han 15–11 med en ERA på 3,21 på 33 starter och togs ut till all star-matchen igen samt vann sin femte raka Gold Glove Award.
Greinke pitchade bra även 2019 och togs ut till sin tredje raka all star-match. I slutet av juli var han 10–4 med en ERA på 2,90 på 23 starter när han trejdades till Houston Astros i utbyte mot de unga talangerna Seth Beer, J.B. Bukauskas, Corbin Martin och Joshua Rojas. Diamondbacks rapporterades också åta sig att betala en tredjedel av den lön som kvarstod på Greinkes kontrakt. Trots att han inte spelade i NL under de två sista månaderna av säsongen vann han sin sjätte raka Gold Glove Award och sin andra Silver Slugger Award (hans slaggenomsnitt var 0,271).

#### Houston Astros
Greinke var 8–1 med en ERA på 3,02 på de tio starter som han hann göra för Astros under resten av 2019 års grundserie. I slutspelet fick Greinke pitcha i World Series för första gången och han fick starta den sjunde och avgörande matchen. Trots att han pitchade mycket bra blev han utbytt i sjunde inningen av tränaren A.J. Hinch, ett beslut som starkt ifrågasattes efteråt när Greinkes ersättare omedelbart tillät en homerun värd två poäng som gav Washington Nationals ledningen. Nationals vann så småningom matchen med 6–2 och tog hem World Series.
2020 års säsong var kraftigt förkortad på grund av covid-19-pandemin och Greinke var 3–3 med en ERA på 4,03 på tolv starter. Nästföljande säsong var han 11–6 med en ERA på 4,16 på 30 matcher, varav 29 starter. För andra gången på tre år gick Astros till World Series, men där förlorade man mot Atlanta Braves med 2–4 i matcher. Greinke blev historisk i match 5 när han blev den första pitchern att komma in som pinch hitter och slå en hit i slutspelet sedan 1923. Efter säsongen blev han free agent.

#### Kansas City Royals igen
I mars 2022 skrev Greinke på för sin första MLB-klubb Kansas City Royals i form av ett ettårskontrakt som rapporterades vara värt minst 13 miljoner dollar. Han fick äran att starta Royals första match för säsongen, vilket han senast gjorde 2010. Det tolvåriga uppehållet mellan två sådana starter för samma klubb var det längsta i MLB:s historia. I slutet av maj hamnade han på skadelistan på grund av en muskelbristning i höger underarm och var borta från spel i nästan en månad. I återkomsten vann han sin första match för Royals sedan den 30 september 2010. Under säsongen var han 4–9 med en ERA på 3,68 på 26 starter.
Efter 2022 års säsong blev Greinke free agent, men valde att skriva på för Royals igen med ytterligare ett ettårskontrakt, vilket denna gång rapporterades vara värt minst 8,5 miljoner dollar. För andra året i rad utsågs han till startande pitcher för Royals i säsongens första match. Den 13 maj blev han den femte pitchern i AL/NL:s historia att ha gjort en strikeout mot 1 000 olika slagmän. De enda som hade lyckats med det tidigare var Nolan Ryan, Randy Johnson, Greg Maddux och Roger Clemens.